# Coppa Bernocchi 2024
La Coppa Bernocchi 2024 va ser la 105a edició de la Coppa Bernocchi, una cursa ciclista d'un dia que es disputà el 7 d'octubre de 2024 sobre un recorregut de 174,3 quilòmetres. La cursa formava part del calendari de l'UCI ProSeries 2024 amb una categoria 1.Pro.
El vencedor fou el belga Stan Van Tricht (Alpecin-Deceuninck), que s'imposà a l'esprint en l'arribada a Legnano. Alex Baudin (Decathlon-AG2R La Mondiale) i Roger Adrià (Red Bull-Bora-Hansgrohe), segon i tercer respectivament, completaren el podi.

## Equips
L'organització convidà a 24 equips a prendre part en aquesta cursa.
| WorldTeams (14)- Lidl-Trek - Movistar Team - Astana Qazaqstan Team - Intermarché-Wanty - EF Education-EasyPost - Cofidis - Team Jayco AlUla - Red Bull-Bora-Hansgrohe - Arkéa-B&B Hotels - Decathlon-AG2R La Mondiale - Soudal Quick-Step - Alpecin-Deceuninck - Team Visma \| Lease a Bike - UAE Team Emirates ProTeams (9)- Tudor Pro Cycling Team - Euskaltel-Euskadi - Israel-Premier Tech - TotalEnergies - Polti Kometa - Team Corratec-Vini Fantini - Q36.5 Pro Cycling Team - Lotto Dstny - VF Group-Bardiani CSF-Faizanè Equip continental- Biesse-Carrera |
| |

## Classificació final
| \| Classificació general \| Classificació general \| Classificació general \| Classificació general \| Classificació general \| \| Corredor \| Corredor \| Equip \| Temps \| \| \| --------------------- \| --------------------- \| ----------------------------- \| --------------------- \| --------------------- \| \| 1r \| Stan Van Tricht \| Alpecin-Deceuninck \| 3h 50' 10" \| \| \| 2n \| Alex Baudin \| Decathlon-AG2R La Mondiale \| + 0" \| \| \| 3r \| Roger Adrià Oliveras \| Red Bull-Bora-Hansgrohe \| + 0" \| \| \| 4t \| Neilson Powless \| EF Education-EasyPost \| + 0" \| \| \| 5è \| Bart Lemmen \| Team Visma \\| Lease a Bike \| + 0" \| \| \| 6è \| Pàvel Sivakov \| UAE Team Emirates \| + 3" \| \| \| 7è \| Alessandro Pinarello \| VF Group-Bardiani CSF-Faizanè \| + 5" \| \| \| 8è \| Dorian Godon \| Decathlon-AG2R La Mondiale \| + 1' 27" \| \| \| 9è \| Francesco Busatto \| Intermarché-Wanty \| + 1' 27" \| \| \| 10è \| Marijn van den Berg \| EF Education-EasyPost \| + 1' 27" \| \| |                      |                               |            |
| |                      |                               |            |
| Font: ProCyclingStats |                      |                               |            |
| Classificació general |                      |                               |            |
| Corredor | Corredor             | Equip                         | Temps      |
| 1r | Stan Van Tricht      | Alpecin-Deceuninck            | 3h 50' 10" |
| 2n | Alex Baudin          | Decathlon-AG2R La Mondiale    | + 0"       |
| 3r | Roger Adrià Oliveras | Red Bull-Bora-Hansgrohe       | + 0"       |
| 4t | Neilson Powless      | EF Education-EasyPost         | + 0"       |
| 5è | Bart Lemmen          | Team Visma \| Lease a Bike    | + 0"       |
| 6è | Pàvel Sivakov        | UAE Team Emirates             | + 3"       |
| 7è | Alessandro Pinarello | VF Group-Bardiani CSF-Faizanè | + 5"       |
| 8è | Dorian Godon         | Decathlon-AG2R La Mondiale    | + 1' 27"   |
| 9è | Francesco Busatto    | Intermarché-Wanty             | + 1' 27"   |
| 10è | Marijn van den Berg  | EF Education-EasyPost         | + 1' 27"   |

## Llista de participants
| Team Visma \| Lease a Bike TVL | Team Visma \| Lease a Bike TVL | Team Visma \| Lease a Bike TVL |
| ------------------------------ | ------------------------------ | ------------------------------ |
| Núm                            | Ciclista                       | Pos                            |
| 2                              | Steven Kruijswijk (NED)        | 57è                            |
| 3                              | Bart Lemmen (NED)              | 5è                             |
| 4                              | Johannes Staune-Mittet (NOR)   | 59è                            |
| 5                              | Milan Vader (NED)              | 36è                            |
| 6                              | Tijmen Graat (NED)             | 44è                            |
| 7                              | Menno Huising (NED)            | 21è                            |

| Alpecin-Deceuninck ADC | Alpecin-Deceuninck ADC      | Alpecin-Deceuninck ADC |
| ---------------------- | --------------------------- | ---------------------- |
| Núm                    | Ciclista                    | Pos                    |
| 11                     | Kaden Groves (AUS)          | DNF                    |
| 12                     | Stan Van Tricht (BEL)       | 1r                     |
| 13                     | Axel Laurance (FRA)         | 67è                    |
| 14                     | Fabio Van den Bossche (BEL) | 12è                    |
| 15                     | Tobias Bayer (AUT)          | 79è                    |
| 16                     | Louis Kitzki (GER)          | 98è                    |
| 17                     | Henri Uhlig (GER)           | DNF                    |

| Arkéa-B&B Hotels ARK | Arkéa-B&B Hotels ARK      | Arkéa-B&B Hotels ARK |
| -------------------- | ------------------------- | -------------------- |
| Núm                  | Ciclista                  | Pos                  |
| 21                   | Vincenzo Albanese (ITA)   | DNF                  |
| 22                   | Louis Barré (FRA)         | DNF                  |
| 23                   | Clément Champoussin (FRA) | DNF                  |
| 24                   | Ewen Costiou (FRA)        | DNF                  |
| 25                   | Kévin Vauquelin (FRA)     | DNF                  |
| 26                   | Jenthe Biermans (BEL)     | 85è                  |
| 27                   | Simon Guglielmi (FRA)     | 28è                  |

| Astana Qazaqstan Team AST | Astana Qazaqstan Team AST    | Astana Qazaqstan Team AST |
| ------------------------- | ---------------------------- | ------------------------- |
| Núm                       | Ciclista                     | Pos                       |
| 31                        | Davide Ballerini (ITA)       | 16è                       |
| 32                        | Samuele Battistella (ITA)    | DNF                       |
| 33                        | Alberto Bettiol (ITA) (ruta) | DNF                       |
| 34                        | Gianmarco Garofoli (ITA)     | 47è                       |
| 35                        | Cristian Scaroni (ITA)       | 61è                       |
| 36                        | Henok Mulubrhan (ERI) (ruta) | 100è                      |
| 37                        | Aleksei Lutsenko (KAZ)       | DNF                       |

| Cofidis COF | Cofidis COF                 | Cofidis COF |
| ----------- | --------------------------- | ----------- |
| Núm         | Ciclista                    | Pos         |
| 41          | Stefano Oldani (ITA)        | DNF         |
| 42          | Ion Izagirre Insausti (ESP) | 23è         |
| 43          | Anthony Perez (FRA)         | 64è         |
| 44          | Hugo Toumire (FRA)          | DNF         |
| 45          | Harrison Wood (GBR)         | 49è         |
| 46          | Axel Zingle (FRA)           | 17è         |
| 47          | Benjamin Thomas (FRA)       | DNF         |

| Decathlon-AG2R La Mondiale DAT | Decathlon-AG2R La Mondiale DAT | Decathlon-AG2R La Mondiale DAT |
| ------------------------------ | ------------------------------ | ------------------------------ |
| Núm                            | Ciclista                       | Pos                            |
| 51                             | Alex Baudin (FRA)              | 2n                             |
| 52                             | Clément Berthet (FRA)          | 25è                            |
| 53                             | Dorian Godon (FRA)             | 8è                             |
| 54                             | Paul Lapeira (FRA) (ruta)      | DNF                            |
| 55                             | Nicolas Prodhomme (FRA)        | 48è                            |
| 56                             | Bastien Tronchon (FRA)         | 55è                            |
| 57                             | Andrea Vendrame (ITA)          | 15è                            |

| EF Education-EasyPost EFE | EF Education-EasyPost EFE   | EF Education-EasyPost EFE |
| ------------------------- | --------------------------- | ------------------------- |
| Núm                       | Ciclista                    | Pos                       |
| 61                        | Mikkel Frølich Honoré (DEN) | 33è                       |

| Club Cycliste d'Étupes ___ | Club Cycliste d'Étupes ___ | Club Cycliste d'Étupes ___ |
| -------------------------- | -------------------------- | -------------------------- |
| Núm                        | Ciclista                   | Pos                        |
| 62                         | Edvin Lovidius (SWE)       | 113è                       |

| EF Education-EasyPost EFE | EF Education-EasyPost EFE               | EF Education-EasyPost EFE |
| ------------------------- | --------------------------------------- | ------------------------- |
| Núm                       | Ciclista                                | Pos                       |
| 63                        | Darren Rafferty (IRL) (ruta)            | 45è                       |
| 64                        | Rui Alberto Faria da Costa (POR) (ruta) | DNF                       |
| 65                        | Neilson Powless (USA)                   | 4t                        |
| 66                        | James Shaw (GBR)                        | 115è                      |
| 67                        | Marijn van den Berg (NED)               | 10è                       |

| Intermarché-Wanty IWA | Intermarché-Wanty IWA   | Intermarché-Wanty IWA |
| --------------------- | ----------------------- | --------------------- |
| Núm                   | Ciclista                | Pos                   |
| 71                    | Vito Braet (BEL)        | 14è                   |
| 72                    | Francesco Busatto (ITA) | 9è                    |
| 73                    | Lilian Calmejane (FRA)  | DNF                   |
| 74                    | Alexy Faure Prost (FRA) | DNF                   |
| 75                    | Simone Gualdi (ITA)     | 51è                   |
| 76                    | Rune Herregodts (BEL)   | 32è                   |
| 77                    | Simone Petilli (ITA)    | 111è                  |

| Lidl-Trek LTK | Lidl-Trek LTK                   | Lidl-Trek LTK |
| ------------- | ------------------------------- | ------------- |
| Núm           | Ciclista                        | Pos           |
| 81            | Toms Skujiņš (LAT)              | 22è           |
| 82            | Juan Pedro López (ESP)          | DNF           |
| 83            | Dario Cataldo (ITA)             | DNF           |
| 84            | Simone Consonni (ITA)           | 96è           |
| 85            | Jacopo Mosca (ITA)              | 50è           |
| 86            | Fabio Felline (ITA)             | DNF           |
| 87            | Natnael Tesfatsion (ERI) (ruta) | 37è           |

| Movistar Team MOV | Movistar Team MOV                    | Movistar Team MOV |
| ----------------- | ------------------------------------ | ----------------- |
| Núm               | Ciclista                             | Pos               |
| 91                | Alexander Aranburu Deba (ESP) (ruta) | 52è               |
| 92                | Jon Barrenetxea (ESP)                | 92è               |
| 93                | Iván García Cortina (ESP)            | DNF               |
| 94                | Manlio Moro (ITA)                    | 94è               |
| 95                | Lorenzo Milesi (ITA)                 | DNF               |
| 96                | Oier Lazkano López (ESP)             | DNF               |
| 97                | Gonzalo Serrano Rodríguez (ESP)      | 29è               |

| Red Bull-Bora-Hansgrohe RBH | Red Bull-Bora-Hansgrohe RBH | Red Bull-Bora-Hansgrohe RBH |
| --------------------------- | --------------------------- | --------------------------- |
| Núm                         | Ciclista                    | Pos                         |
| 101                         | Primož Roglič (SLO)         | DNF                         |
| 102                         | Matteo Sobrero (ITA)        | DNF                         |
| 103                         | Bob Jungels (LUX)           | DNF                         |
| 104                         | Roger Adrià Oliveras (ESP)  | 3r                          |
| 105                         | Emil Herzog (GER)           | 26è                         |
| 106                         | Giovanni Aleotti (ITA)      | 58è                         |
| 107                         | Sergio Higuita García (COL) | 13è                         |

| Soudal Quick-Step SOQ | Soudal Quick-Step SOQ         | Soudal Quick-Step SOQ |
| --------------------- | ----------------------------- | --------------------- |
| Núm                   | Ciclista                      | Pos                   |
| 111                   | Remco Evenepoel (BEL)         | 53è                   |
| 112                   | Antoine Huby (FRA)            | DNF                   |
| 113                   | Mattia Cattaneo (ITA)         | 56è                   |
| 114                   | Fausto Masnada (ITA)          | 54è                   |
| 115                   | Andrea Raccagni Noviero (ITA) | 82è                   |
| 116                   | Pepijn Reinderink (NED)       | 24è                   |
| 117                   | Mauri Vansevenant (BEL)       | 62è                   |

| Team Jayco AlUla JAY | Team Jayco AlUla JAY          | Team Jayco AlUla JAY |
| -------------------- | ----------------------------- | -------------------- |
| Núm                  | Ciclista                      | Pos                  |
| 121                  | Felix Engelhardt (GER)        | 77è                  |
| 122                  | Alessandro De Marchi (ITA)    | 116è                 |
| 124                  | Christopher Juul-Jensen (DEN) | 108è                 |
| 125                  | Alastair MacKellar (AUS)      | 73è                  |
| 126                  | Michael Matthews (AUS)        | 65è                  |
| 127                  | Jan Maas (NED)                | 78è                  |

| UAE Team Emirates UAD | UAE Team Emirates UAD   | UAE Team Emirates UAD |
| --------------------- | ----------------------- | --------------------- |
| Núm                   | Ciclista                | Pos                   |
| 131                   | Filippo Baroncini (ITA) | 97è                   |
| 132                   | Sjoerd Bax (NED)        | DNF                   |
| 133                   | Jan Christen (SUI)      | 34è                   |
| 134                   | Pàvel Sivakov (FRA)     | 6è                    |
| 135                   | Finn Fisher-Black (NZL) | 60è                   |
| 136                   | Marc Hirschi (SUI)      | 46è                   |
| 137                   | Tim Wellens (BEL)       | DNF                   |

| Bingoal WB BWB | Bingoal WB BWB         | Bingoal WB BWB |
| -------------- | ---------------------- | -------------- |
| Núm            | Ciclista               | Pos            |
| 141            | Davide Persico (ITA)   | 81è            |
| 142            | Louka Matthys (BEL)    | 90è            |
| 144            | Dimitri Peyskens (BEL) | DNF            |
| 145            | Lennert Teugels (BEL)  | 105è           |
| 146            | Marco Tizza (ITA)      | 42è            |
| 147            | Giacomo Villa (ITA)    | DNF            |

| Team Corratec-Vini Fantini COR | Team Corratec-Vini Fantini COR | Team Corratec-Vini Fantini COR |
| ------------------------------ | ------------------------------ | ------------------------------ |
| Núm                            | Ciclista                       | Pos                            |
| 151                            | Kyrylo Tsarenko (UKR)          | DNF                            |
| 152                            | Davide Baldaccini (ITA)        | DNF                            |
| 153                            | Kristian Sbaragli (ITA)        | DNF                            |
| 154                            | Alessandro Monaco (ITA)        | DNF                            |
| 155                            | Marco Murgano (ITA)            | DNF                            |
| 156                            | Mark Stewart (GBR)             | 66è                            |
| 157                            | Roberto González (PAN)         | 95è                            |

| Euskaltel-Euskadi EUS | Euskaltel-Euskadi EUS   | Euskaltel-Euskadi EUS |
| --------------------- | ----------------------- | --------------------- |
| Núm                   | Ciclista                | Pos                   |
| 161                   | Gotzon Martín (ESP)     | 27è                   |
| 162                   | Txomin Juaristi (ESP)   | 41è                   |
| 163                   | Xabier Berasategi (ESP) | DNF                   |
| 164                   | Xabier Isasa (ESP)      | 71è                   |
| 165                   | Iker Mintegi (ESP)      | 30è                   |
| 166                   | Unai Cuadrado (ESP)     | 84è                   |
| 167                   | Ander Ganzabal (ESP)    | 86è                   |

| Israel-Premier Tech IPT | Israel-Premier Tech IPT | Israel-Premier Tech IPT |
| ----------------------- | ----------------------- | ----------------------- |
| Núm                     | Ciclista                | Pos                     |
| 171                     | Joseph Blackmore (GBR)  | 35è                     |
| 172                     | Simon Clarke (AUS)      | DNF                     |
| 174                     | Riley Pickrell (CAN)    | 88è                     |
| 175                     | Brady Gilmore (AUS)     | 63è                     |
| 176                     | Nick Schultz (AUS)      | DNF                     |
| 177                     | Corbin Strong (NZL)     | 19è                     |

| Lotto Dstny LTD | Lotto Dstny LTD             | Lotto Dstny LTD |
| --------------- | --------------------------- | --------------- |
| Núm             | Ciclista                    | Pos             |
| 181             | Johannes Adamietz (GER)     | 43è             |
| 182             | Jasper De Buyst (BEL)       |                 |
| 183             | Sylvain Moniquet (BEL)      | 76è             |
| 184             | Jonas Gregaard Wilsly (DEN) | 112è            |
| 186             | Alec Segaert (BEL)          | 80è             |
| 187             | Harm Vanhoucke (BEL)        | 107è            |

| Q36.5 Pro Cycling Team Q36 | Q36.5 Pro Cycling Team Q36   | Q36.5 Pro Cycling Team Q36 |
| -------------------------- | ---------------------------- | -------------------------- |
| Núm                        | Ciclista                     | Pos                        |
| 191                        | Gianluca Brambilla (ITA)     | 89è                        |
| 192                        | Marcel Camprubí Pijoan (ESP) | 20è                        |
| 193                        | Filippo Conca (ITA)          | 91è                        |
| 194                        | Walter Calzoni (ITA)         | 38è                        |
| 195                        | Carl Fredrik Hagen (NOR)     | 40è                        |
| 196                        | Nicolò Parisini (ITA)        | 75è                        |
| 197                        | Travis Stedman (RSA)         | 93è                        |

| Team Polti Kometa PTK | Team Polti Kometa PTK            | Team Polti Kometa PTK |
| --------------------- | -------------------------------- | --------------------- |
| Núm                   | Ciclista                         | Pos                   |
| 201                   | Javier Serrano (ESP)             | DNF                   |
| 202                   | Mirco Maestri (ITA)              | 11è                   |
| 203                   | Davide Bais (ITA)                | DNF                   |
| 204                   | Davide De Cassan (ITA)           | 109è                  |
| 205                   | Aidan Buttigieg                  | DNF                   |
| 206                   | Erik Fetter (HUN)                | 39è                   |
| 207                   | Jhonatan Restrepo Valencia (COL) | 83è                   |

| TotalEnergies TEN | TotalEnergies TEN        | TotalEnergies TEN |
| ----------------- | ------------------------ | ----------------- |
| Núm               | Ciclista                 | Pos               |
| 211               | Mathieu Burgaudeau (FRA) | 18è               |
| 212               | Sandy Dujardin (FRA)     | 68è               |
| 213               | Valentin Ferron (FRA)    | DNF               |
| 214               | Fabien Grellier (FRA)    | DNF               |
| 215               | Alan Jousseaume (FRA)    | DNF               |
| 216               | Pierre Latour (FRA)      | 114è              |
| 217               | Clément Sanchez (FRA)    | 70è               |

| Tudor Pro Cycling Team TUD | Tudor Pro Cycling Team TUD | Tudor Pro Cycling Team TUD |
| -------------------------- | -------------------------- | -------------------------- |
| Núm                        | Ciclista                   | Pos                        |
| 221                        | Hannes Wilksch (GER)       | DNF                        |
| 223                        | Robin Donzé (SUI)          | 103è                       |
| 225                        | Florian Stork (GER)        | 31è                        |
| 226                        | Roland Thalmann (SUI)      | 99è                        |
| 227                        | Arnaud Tendon (SUI)        | 69è                        |

| VF Group-Bardiani CSF-Faizanè VBF | VF Group-Bardiani CSF-Faizanè VBF | VF Group-Bardiani CSF-Faizanè VBF |
| --------------------------------- | --------------------------------- | --------------------------------- |
| Núm                               | Ciclista                          | Pos                               |
| 231                               | Luca Colnaghi (ITA)               | 110è                              |
| 232                               | Alessandro Pinarello (ITA)        | 7è                                |
| 233                               | Filippo Fiorelli (ITA)            | 104è                              |
| 234                               | Filippo Magli (ITA)               | 72è                               |
| 235                               | Matteo Scalco (ITA)               | 101è                              |
| 236                               | Alessandro Tonelli (ITA)          | 106è                              |
| 237                               | Enrico Zanoncello (ITA)           | 87è                               |

| Biesse-Carrera BIE | Biesse-Carrera BIE       | Biesse-Carrera BIE |
| ------------------ | ------------------------ | ------------------ |
| Núm                | Ciclista                 | Pos                |
| 241                | Andrea d'Amato (ITA)     | DNF                |
| 242                | Nicolò Arrighetti (ITA)  | 74è                |
| 243                | Davide Donati (ITA)      | DNF                |
| 244                | Lorenzo Galimberti (ITA) | DNF                |
| 245                | Andrea Montoli (ITA)     | 102è               |
| 246                | Luca Maggia (ITA)        | DNF                |
| 247                | Gustav Lorenzen (DEN)    | DNF                |

| Team Visma \| Lease a Bike TVL | Team Visma \| Lease a Bike TVL | Team Visma \| Lease a Bike TVL |
| ------------------------------ | ------------------------------ | ------------------------------ |
| Núm                            | Ciclista                       | Pos                            |
| 2                              | Steven Kruijswijk (NED)        | 57è                            |
| 3                              | Bart Lemmen (NED)              | 5è                             |
| 4                              | Johannes Staune-Mittet (NOR)   | 59è                            |
| 5                              | Milan Vader (NED)              | 36è                            |
| 6                              | Tijmen Graat (NED)             | 44è                            |
| 7                              | Menno Huising (NED)            | 21è                            |

| Alpecin-Deceuninck ADC | Alpecin-Deceuninck ADC      | Alpecin-Deceuninck ADC |
| ---------------------- | --------------------------- | ---------------------- |
| Núm                    | Ciclista                    | Pos                    |
| 11                     | Kaden Groves (AUS)          | DNF                    |
| 12                     | Stan Van Tricht (BEL)       | 1r                     |
| 13                     | Axel Laurance (FRA)         | 67è                    |
| 14                     | Fabio Van den Bossche (BEL) | 12è                    |
| 15                     | Tobias Bayer (AUT)          | 79è                    |
| 16                     | Louis Kitzki (GER)          | 98è                    |
| 17                     | Henri Uhlig (GER)           | DNF                    |

| Arkéa-B&B Hotels ARK | Arkéa-B&B Hotels ARK      | Arkéa-B&B Hotels ARK |
| -------------------- | ------------------------- | -------------------- |
| Núm                  | Ciclista                  | Pos                  |
| 21                   | Vincenzo Albanese (ITA)   | DNF                  |
| 22                   | Louis Barré (FRA)         | DNF                  |
| 23                   | Clément Champoussin (FRA) | DNF                  |
| 24                   | Ewen Costiou (FRA)        | DNF                  |
| 25                   | Kévin Vauquelin (FRA)     | DNF                  |
| 26                   | Jenthe Biermans (BEL)     | 85è                  |
| 27                   | Simon Guglielmi (FRA)     | 28è                  |

| Astana Qazaqstan Team AST | Astana Qazaqstan Team AST    | Astana Qazaqstan Team AST |
| ------------------------- | ---------------------------- | ------------------------- |
| Núm                       | Ciclista                     | Pos                       |
| 31                        | Davide Ballerini (ITA)       | 16è                       |
| 32                        | Samuele Battistella (ITA)    | DNF                       |
| 33                        | Alberto Bettiol (ITA) (ruta) | DNF                       |
| 34                        | Gianmarco Garofoli (ITA)     | 47è                       |
| 35                        | Cristian Scaroni (ITA)       | 61è                       |
| 36                        | Henok Mulubrhan (ERI) (ruta) | 100è                      |
| 37                        | Aleksei Lutsenko (KAZ)       | DNF                       |

| Cofidis COF | Cofidis COF                 | Cofidis COF |
| ----------- | --------------------------- | ----------- |
| Núm         | Ciclista                    | Pos         |
| 41          | Stefano Oldani (ITA)        | DNF         |
| 42          | Ion Izagirre Insausti (ESP) | 23è         |
| 43          | Anthony Perez (FRA)         | 64è         |
| 44          | Hugo Toumire (FRA)          | DNF         |
| 45          | Harrison Wood (GBR)         | 49è         |
| 46          | Axel Zingle (FRA)           | 17è         |
| 47          | Benjamin Thomas (FRA)       | DNF         |

| Decathlon-AG2R La Mondiale DAT | Decathlon-AG2R La Mondiale DAT | Decathlon-AG2R La Mondiale DAT |
| ------------------------------ | ------------------------------ | ------------------------------ |
| Núm                            | Ciclista                       | Pos                            |
| 51                             | Alex Baudin (FRA)              | 2n                             |
| 52                             | Clément Berthet (FRA)          | 25è                            |
| 53                             | Dorian Godon (FRA)             | 8è                             |
| 54                             | Paul Lapeira (FRA) (ruta)      | DNF                            |
| 55                             | Nicolas Prodhomme (FRA)        | 48è                            |
| 56                             | Bastien Tronchon (FRA)         | 55è                            |
| 57                             | Andrea Vendrame (ITA)          | 15è                            |

| EF Education-EasyPost EFE | EF Education-EasyPost EFE   | EF Education-EasyPost EFE |
| ------------------------- | --------------------------- | ------------------------- |
| Núm                       | Ciclista                    | Pos                       |
| 61                        | Mikkel Frølich Honoré (DEN) | 33è                       |

| Club Cycliste d'Étupes ___ | Club Cycliste d'Étupes ___ | Club Cycliste d'Étupes ___ |
| -------------------------- | -------------------------- | -------------------------- |
| Núm                        | Ciclista                   | Pos                        |
| 62                         | Edvin Lovidius (SWE)       | 113è                       |

| EF Education-EasyPost EFE | EF Education-EasyPost EFE               | EF Education-EasyPost EFE |
| ------------------------- | --------------------------------------- | ------------------------- |
| Núm                       | Ciclista                                | Pos                       |
| 63                        | Darren Rafferty (IRL) (ruta)            | 45è                       |
| 64                        | Rui Alberto Faria da Costa (POR) (ruta) | DNF                       |
| 65                        | Neilson Powless (USA)                   | 4t                        |
| 66                        | James Shaw (GBR)                        | 115è                      |
| 67                        | Marijn van den Berg (NED)               | 10è                       |

| Intermarché-Wanty IWA | Intermarché-Wanty IWA   | Intermarché-Wanty IWA |
| --------------------- | ----------------------- | --------------------- |
| Núm                   | Ciclista                | Pos                   |
| 71                    | Vito Braet (BEL)        | 14è                   |
| 72                    | Francesco Busatto (ITA) | 9è                    |
| 73                    | Lilian Calmejane (FRA)  | DNF                   |
| 74                    | Alexy Faure Prost (FRA) | DNF                   |
| 75                    | Simone Gualdi (ITA)     | 51è                   |
| 76                    | Rune Herregodts (BEL)   | 32è                   |
| 77                    | Simone Petilli (ITA)    | 111è                  |

| Lidl-Trek LTK | Lidl-Trek LTK                   | Lidl-Trek LTK |
| ------------- | ------------------------------- | ------------- |
| Núm           | Ciclista                        | Pos           |
| 81            | Toms Skujiņš (LAT)              | 22è           |
| 82            | Juan Pedro López (ESP)          | DNF           |
| 83            | Dario Cataldo (ITA)             | DNF           |
| 84            | Simone Consonni (ITA)           | 96è           |
| 85            | Jacopo Mosca (ITA)              | 50è           |
| 86            | Fabio Felline (ITA)             | DNF           |
| 87            | Natnael Tesfatsion (ERI) (ruta) | 37è           |

| Movistar Team MOV | Movistar Team MOV                    | Movistar Team MOV |
| ----------------- | ------------------------------------ | ----------------- |
| Núm               | Ciclista                             | Pos               |
| 91                | Alexander Aranburu Deba (ESP) (ruta) | 52è               |
| 92                | Jon Barrenetxea (ESP)                | 92è               |
| 93                | Iván García Cortina (ESP)            | DNF               |
| 94                | Manlio Moro (ITA)                    | 94è               |
| 95                | Lorenzo Milesi (ITA)                 | DNF               |
| 96                | Oier Lazkano López (ESP)             | DNF               |
| 97                | Gonzalo Serrano Rodríguez (ESP)      | 29è               |

| Red Bull-Bora-Hansgrohe RBH | Red Bull-Bora-Hansgrohe RBH | Red Bull-Bora-Hansgrohe RBH |
| --------------------------- | --------------------------- | --------------------------- |
| Núm                         | Ciclista                    | Pos                         |
| 101                         | Primož Roglič (SLO)         | DNF                         |
| 102                         | Matteo Sobrero (ITA)        | DNF                         |
| 103                         | Bob Jungels (LUX)           | DNF                         |
| 104                         | Roger Adrià Oliveras (ESP)  | 3r                          |
| 105                         | Emil Herzog (GER)           | 26è                         |
| 106                         | Giovanni Aleotti (ITA)      | 58è                         |
| 107                         | Sergio Higuita García (COL) | 13è                         |

| Soudal Quick-Step SOQ | Soudal Quick-Step SOQ         | Soudal Quick-Step SOQ |
| --------------------- | ----------------------------- | --------------------- |
| Núm                   | Ciclista                      | Pos                   |
| 111                   | Remco Evenepoel (BEL)         | 53è                   |
| 112                   | Antoine Huby (FRA)            | DNF                   |
| 113                   | Mattia Cattaneo (ITA)         | 56è                   |
| 114                   | Fausto Masnada (ITA)          | 54è                   |
| 115                   | Andrea Raccagni Noviero (ITA) | 82è                   |
| 116                   | Pepijn Reinderink (NED)       | 24è                   |
| 117                   | Mauri Vansevenant (BEL)       | 62è                   |

| Team Jayco AlUla JAY | Team Jayco AlUla JAY          | Team Jayco AlUla JAY |
| -------------------- | ----------------------------- | -------------------- |
| Núm                  | Ciclista                      | Pos                  |
| 121                  | Felix Engelhardt (GER)        | 77è                  |
| 122                  | Alessandro De Marchi (ITA)    | 116è                 |
| 124                  | Christopher Juul-Jensen (DEN) | 108è                 |
| 125                  | Alastair MacKellar (AUS)      | 73è                  |
| 126                  | Michael Matthews (AUS)        | 65è                  |
| 127                  | Jan Maas (NED)                | 78è                  |

| UAE Team Emirates UAD | UAE Team Emirates UAD   | UAE Team Emirates UAD |
| --------------------- | ----------------------- | --------------------- |
| Núm                   | Ciclista                | Pos                   |
| 131                   | Filippo Baroncini (ITA) | 97è                   |
| 132                   | Sjoerd Bax (NED)        | DNF                   |
| 133                   | Jan Christen (SUI)      | 34è                   |
| 134                   | Pàvel Sivakov (FRA)     | 6è                    |
| 135                   | Finn Fisher-Black (NZL) | 60è                   |
| 136                   | Marc Hirschi (SUI)      | 46è                   |
| 137                   | Tim Wellens (BEL)       | DNF                   |

| Bingoal WB BWB | Bingoal WB BWB         | Bingoal WB BWB |
| -------------- | ---------------------- | -------------- |
| Núm            | Ciclista               | Pos            |
| 141            | Davide Persico (ITA)   | 81è            |
| 142            | Louka Matthys (BEL)    | 90è            |
| 144            | Dimitri Peyskens (BEL) | DNF            |
| 145            | Lennert Teugels (BEL)  | 105è           |
| 146            | Marco Tizza (ITA)      | 42è            |
| 147            | Giacomo Villa (ITA)    | DNF            |

| Team Corratec-Vini Fantini COR | Team Corratec-Vini Fantini COR | Team Corratec-Vini Fantini COR |
| ------------------------------ | ------------------------------ | ------------------------------ |
| Núm                            | Ciclista                       | Pos                            |
| 151                            | Kyrylo Tsarenko (UKR)          | DNF                            |
| 152                            | Davide Baldaccini (ITA)        | DNF                            |
| 153                            | Kristian Sbaragli (ITA)        | DNF                            |
| 154                            | Alessandro Monaco (ITA)        | DNF                            |
| 155                            | Marco Murgano (ITA)            | DNF                            |
| 156                            | Mark Stewart (GBR)             | 66è                            |
| 157                            | Roberto González (PAN)         | 95è                            |

| Euskaltel-Euskadi EUS | Euskaltel-Euskadi EUS   | Euskaltel-Euskadi EUS |
| --------------------- | ----------------------- | --------------------- |
| Núm                   | Ciclista                | Pos                   |
| 161                   | Gotzon Martín (ESP)     | 27è                   |
| 162                   | Txomin Juaristi (ESP)   | 41è                   |
| 163                   | Xabier Berasategi (ESP) | DNF                   |
| 164                   | Xabier Isasa (ESP)      | 71è                   |
| 165                   | Iker Mintegi (ESP)      | 30è                   |
| 166                   | Unai Cuadrado (ESP)     | 84è                   |
| 167                   | Ander Ganzabal (ESP)    | 86è                   |

| Israel-Premier Tech IPT | Israel-Premier Tech IPT | Israel-Premier Tech IPT |
| ----------------------- | ----------------------- | ----------------------- |
| Núm                     | Ciclista                | Pos                     |
| 171                     | Joseph Blackmore (GBR)  | 35è                     |
| 172                     | Simon Clarke (AUS)      | DNF                     |
| 174                     | Riley Pickrell (CAN)    | 88è                     |
| 175                     | Brady Gilmore (AUS)     | 63è                     |
| 176                     | Nick Schultz (AUS)      | DNF                     |
| 177                     | Corbin Strong (NZL)     | 19è                     |

| Lotto Dstny LTD | Lotto Dstny LTD             | Lotto Dstny LTD |
| --------------- | --------------------------- | --------------- |
| Núm             | Ciclista                    | Pos             |
| 181             | Johannes Adamietz (GER)     | 43è             |
| 182             | Jasper De Buyst (BEL)       |                 |
| 183             | Sylvain Moniquet (BEL)      | 76è             |
| 184             | Jonas Gregaard Wilsly (DEN) | 112è            |
| 186             | Alec Segaert (BEL)          | 80è             |
| 187             | Harm Vanhoucke (BEL)        | 107è            |

| Q36.5 Pro Cycling Team Q36 | Q36.5 Pro Cycling Team Q36   | Q36.5 Pro Cycling Team Q36 |
| -------------------------- | ---------------------------- | -------------------------- |
| Núm                        | Ciclista                     | Pos                        |
| 191                        | Gianluca Brambilla (ITA)     | 89è                        |
| 192                        | Marcel Camprubí Pijoan (ESP) | 20è                        |
| 193                        | Filippo Conca (ITA)          | 91è                        |
| 194                        | Walter Calzoni (ITA)         | 38è                        |
| 195                        | Carl Fredrik Hagen (NOR)     | 40è                        |
| 196                        | Nicolò Parisini (ITA)        | 75è                        |
| 197                        | Travis Stedman (RSA)         | 93è                        |

| Team Polti Kometa PTK | Team Polti Kometa PTK            | Team Polti Kometa PTK |
| --------------------- | -------------------------------- | --------------------- |
| Núm                   | Ciclista                         | Pos                   |
| 201                   | Javier Serrano (ESP)             | DNF                   |
| 202                   | Mirco Maestri (ITA)              | 11è                   |
| 203                   | Davide Bais (ITA)                | DNF                   |
| 204                   | Davide De Cassan (ITA)           | 109è                  |
| 205                   | Aidan Buttigieg                  | DNF                   |
| 206                   | Erik Fetter (HUN)                | 39è                   |
| 207                   | Jhonatan Restrepo Valencia (COL) | 83è                   |

| TotalEnergies TEN | TotalEnergies TEN        | TotalEnergies TEN |
| ----------------- | ------------------------ | ----------------- |
| Núm               | Ciclista                 | Pos               |
| 211               | Mathieu Burgaudeau (FRA) | 18è               |
| 212               | Sandy Dujardin (FRA)     | 68è               |
| 213               | Valentin Ferron (FRA)    | DNF               |
| 214               | Fabien Grellier (FRA)    | DNF               |
| 215               | Alan Jousseaume (FRA)    | DNF               |
| 216               | Pierre Latour (FRA)      | 114è              |
| 217               | Clément Sanchez (FRA)    | 70è               |

| Tudor Pro Cycling Team TUD | Tudor Pro Cycling Team TUD | Tudor Pro Cycling Team TUD |
| -------------------------- | -------------------------- | -------------------------- |
| Núm                        | Ciclista                   | Pos                        |
| 221                        | Hannes Wilksch (GER)       | DNF                        |
| 223                        | Robin Donzé (SUI)          | 103è                       |
| 225                        | Florian Stork (GER)        | 31è                        |
| 226                        | Roland Thalmann (SUI)      | 99è                        |
| 227                        | Arnaud Tendon (SUI)        | 69è                        |

| VF Group-Bardiani CSF-Faizanè VBF | VF Group-Bardiani CSF-Faizanè VBF | VF Group-Bardiani CSF-Faizanè VBF |
| --------------------------------- | --------------------------------- | --------------------------------- |
| Núm                               | Ciclista                          | Pos                               |
| 231                               | Luca Colnaghi (ITA)               | 110è                              |
| 232                               | Alessandro Pinarello (ITA)        | 7è                                |
| 233                               | Filippo Fiorelli (ITA)            | 104è                              |
| 234                               | Filippo Magli (ITA)               | 72è                               |
| 235                               | Matteo Scalco (ITA)               | 101è                              |
| 236                               | Alessandro Tonelli (ITA)          | 106è                              |
| 237                               | Enrico Zanoncello (ITA)           | 87è                               |

| Biesse-Carrera BIE | Biesse-Carrera BIE       | Biesse-Carrera BIE |
| ------------------ | ------------------------ | ------------------ |
| Núm                | Ciclista                 | Pos                |
| 241                | Andrea d'Amato (ITA)     | DNF                |
| 242                | Nicolò Arrighetti (ITA)  | 74è                |
| 243                | Davide Donati (ITA)      | DNF                |
| 244                | Lorenzo Galimberti (ITA) | DNF                |
| 245                | Andrea Montoli (ITA)     | 102è               |
| 246                | Luca Maggia (ITA)        | DNF                |
| 247                | Gustav Lorenzen (DEN)    | DNF                |